# 炎黄
炎黃是先秦以來的華夏神話的叙事建構，炎帝与黄帝联軍在涿鹿之戰将九黎部落裡「大奸大惡」的蚩尤杀死，奠定了華夏部落的權威。1990年代起，黄帝陵前公祭成為中華人民共和國愛國主義教育的重點項目。而20世紀新興的苗族神話叙事興起，蚩尤被苗族認為是其祖先，華夏神話對蚩尤「大奸大惡」的說法受到苗族挑戰和抗議。涿鹿之戰後，炎黃組成的部落聯盟後來逐漸形成華夏族，因此後人尊崇炎帝和黃帝為中華民族的人文初祖，晚清之後海內外的華人也以炎黄子孫一詞自稱。

## 中國史書記載的炎帝和黃帝神話
《國語》：“昔少典氏娶於有蟜氏，生黃帝、炎帝。黃帝以姬水成，炎帝以姜水成。成而異德，故黃帝為姬，炎帝為姜。”《國語解》：少典，乃黃帝、炎帝之先，但非黃帝、炎帝之父。《史記》：“軒轅之時，神農氏世衰”。《解詁》：“赤帝者，炎帝神農之後也”。赤、炎義通，神農以來至軒轅之時炎帝世朝已曆五百年。炎黃中的炎帝，實乃最後一代炎帝。神農、少典，皆炎、黃之先。《易傳》：“包犧氏沒，神農氏作”，“神農氏沒，黃帝堯舜氏作。” 炎黃二部落聯合形成了以黃帝為首的華夏族，並奠定了了華夏文明的基礎。